# Cryptopygus annobonensis
Cryptopygus annobonensis är en urinsektsart som beskrevs av Selga 1962. Cryptopygus annobonensis ingår i släktet Cryptopygus och familjen Isotomidae. Inga underarter finns listade i Catalogue of Life.